# Frédéric Royer
Pour les articles homonymes, voir Royer.
Frédéric Royer, également appelé Fred ou Frede Royer,, est un auteur, journaliste et animateur de télévision français. 
Il est notamment connu pour être le créateur des cérémonies des Gérard de la télévision et des Gérard du cinéma, diffusées sur la chaîne Paris Première.

## Biographie

### Enfance et formation
Né en 1975 et élevé dans un « milieu petit bourgeois du Vesinet bien assumé » qui le conduit en école de commerce, puis au service commercial de l'entreprise Saint-Gobain, Frédéric Royer est « sauvé » grâce à une rencontre avec Stéphane de Rosnay, le fondateur d’Infos du Monde.

### Carrière
Frédéric Royer commence son parcours dans les médias en 1994 à la rédaction d'Infos du Monde, un hebdomadaire de fausses informations, avant de créer en 1999 L'Examineur, un site d’informations parodique (« un site hybride entre The Onion.com et Infos du Monde », indique-t-il) qui lancera la rumeur « Miss France (Élodie Gossuin) est un homme », ainsi que celle du parachute doré du ministre Francis Mer.  
Il lance plusieurs autres hoaxes, jusqu’à ce que l’un d’entre eux plagiant le site de la municipalité de Toulouse et renvoyant vers un site pornographique, en pleine affaire Alègre, le mène devant les tribunaux. 
Il écrit dans le même temps pour divers magazines, de Marianne à Voici en passant par 20 ans, Technikart, Max ou le Nouvel Économiste. 
En 2005, il lance le mensuel satirique L'Anti-Américain Primaire.
En février 2006, s’inspirant des Razzie Awards américains, il crée les Gérard du cinéma, puis en novembre 2006 les Gérard de la télévision, diffusés entre 2007 et 2018 sur Paris Première. Il anime également les Gérard de la politique le 10 mai 2011, toujours sur Paris Première.
Il crée par la suite divers événements comme le « Prix du roman inachevé » et l’élection Miss Black France, qui suscite la controverse pour son aspect « communautaire ».  
Il signe ensuite dans le magazine Slate une tribune avec le président du Conseil représentatif des associations noires de France (CRAN), Louis-George Tin, dénonçant le manque de représentativité des femmes noires dans l’élection Miss France. Il est l'un des signataires d'une tribune dans Le Monde réagissant à un article maladroit du magazine Elle à propos des codes vestimentaires de la communauté noire.  
En décembre 2013, il lance à Madrid Los Gerardos de la tele, l’équivalent des Gérard en Espagne.
En 2025, il est le co-scénariste de Filip (téléfilm), le biopic consacré à Filip Nikolic des 2Be3 diffusé sur TF1.

## Publications
- Dictionnaire injuste et borné de la télévision (avec A. Demanche et S. Rose), éditions l'Archipel, 2009.  (ISBN 2809802440) [présentation en ligne]
- Comment ne pas mourir seul(e), J'ai Lu, 2017.  (ISBN 9782290139684)
- 50 drôles d’anecdotes scientifiques (pour calmer un peu les BAC +12), éditions First, 2017.  (ISBN 9782412021743)
- 50 drôles d’anecdotes historiques (pour se la raconter dans les dîners), éditions First, 2017.  (ISBN 9782412021736)
- 50 drôles d'anecdotes savantes (pour estomaquer ceux qui la ramènent trop), éditions First, 2017.  (ISBN 9782412029404)
- 50 drôles d'anecdotes érotiques (pour faire monter la température sous les couettes), éditions First, 2017.  (ISBN 9782412029411)
- Pourquoi les hommes ? Pourquoi les femmes ? Les idées reçues face aux sciences, éditions First, 2018.  (ISBN 9782412035047)
- Le gros livre du pénis, éditions First, 2018.  (ISBN 9782412039809)
- La côte d'Eve, éditions Cent mille milliards, 2020. (ISBN 9782850710728)
- Quitter la France, éditions Ring, 2020.  (ISBN 9782379340024)